# Capela de São Sebastião (São Gião)
A Capela de São Sebastião é uma capela localizada em São Gião, uma freguesia do Município de Oliveira do Hospital, no Distrito de Coimbra.
A capela construída no séc. XVI é uma das mais antigas do concelho, tem a porta em arco, um pequeno púlpito exterior e sineira à direita da frontaria. Retábulo do séc. XII, rústico, formando tríptico entre duas colunas, com pinturas, com pinturas da época. O pavimento é formado de seixos rolados, dispostos em círculos secantes que formam quadrifólios.